# Kristian Huselius
Kristian Huselius (ur. 10 listopada 1978 w Sztokholmie) – szwedzki hokeista, reprezentant Szwecji.

## Kariera
- Hammarby J20 (1994-1996)
- Hammarby IF (1996)
- Färjestad J20 (1996-1997)
- Färjestads BK (1996-1999)
- IFK Munkfors (1997, 1998)
- Frölunda HC (1999-2001)
- Florida Panthers (2001-2004)
- Linköpings HC (2004-2005)
- Rapperswil-Jona Lakers (2005)
- Florida Panthers (2005)
- Calgary Flames (2005-2008)
- Columbus Blue Jackets (2008-2012)
- AIK Ishockey (2012)

Wychowanek klubu Hammarby IF. Przez wiele lat występował w lidze NHL. Od grudnia 2012 roku zawodnik AIK Ishockey, jednak po kilku meczach na początku stycznia 2013 roku postanowił zakończył karierę zawodniczą z powodu kontuzji biodra.
Uczestniczył w turniejach mistrzostw świata w 2000, 2001, 2002, 2009.

## Sukcesy
Reprezentacyjne
- Brązowy medal mistrzostw świata juniorów do lat 18: 1996
- Brązowy medal mistrzostw świata: 2001, 2002, 2009

Klubowe
- Złoty medal mistrzostw Szwecji: 1997, 1998 z Färjestad
- Mistrzostwo dywizji NHL: 2006 z Calgary Flames

Indywidualne
- Elitserien 2000/2001:
  - Pierwsze miejsce w klasyfikacji strzelców: 32 goli
  - Pierwsze miejsce w klasyfikacji asystentów: 45 asyst
  - Skyttetrofén – pierwsze miejsce w klasyfikacji kanadyjskiej: 67 punktów
  - Pierwsze miejsce w klasyfikacji strzelców goli w przewagach: 10 goli
  - Pierwsze miejsce w klasyfikacji strzelców goli w osłabieniach: 5 goli
  - Pierwsze miejsce w klasyfikacji strzelców zwycięskich goli: 9 goli
  - Guldhjälmen (Złoty Kask) dla Najbardziej Wartościowego Gracza
  - Skład gwiazd
- NHL (2001/2002):
  - Najlepszy pierwszoroczniak miesiąca - październik 2001
  - NHL YoungStars Game
  - NHL All-Rookie Team
- Mistrzostwa Świata w Hokeju na Lodzie 2002:
  - Drugie miejsce w klasyfikacji kanadyjskiej turnieju: 11 punktów[4]
- Elitserien 2004/2005:
  - Pierwsze miejsce w klasyfikacji asystentów